# Pachycerina sexlineata
Pachycerina sexlineata är en tvåvingeart som beskrevs av Meijere 1914. Pachycerina sexlineata ingår i släktet Pachycerina och familjen lövflugor. Inga underarter finns listade i Catalogue of Life.